# Круглик (Попаснянский район)
Круглик (укр. Круглик) — посёлок в Попаснянском районе Луганской области Украины. Подконтролен ЛНР.

## География
К западу от посёлка проходит граница между Луганской и Донецкой областями, а также располагается крупный город Дебальцево в Донецкой области. Поблизости в Луганской области располагаются: посёлки Чернухино на юге, Миус и Фащевка на юго-востоке, Городище на востоке, Центральный, Софиевка, Байрачки на северо-востоке, сёла Комиссаровка, Вергулёвка и посёлки Вергулёвка и Депрерадовка на севере.
В Луганской области также имеется одноимённый населённый пункт Круглик в Лутугинском районе.

## Население
Население по переписи 2001 года составляло 52 человека.

## История
До 7 октября 2014 года был в составе Перевальского района Луганской области. В 2014 году посёлок переведен в Попаснянский район. После ликвидации дебальцевской группировки и отступления украинской армии из Дебальцева и его окрестностей находится под контролем самопровозглашённой Луганской Народной Республики.

## Местный совет
94340, Луганская обл., Попаснянский район, пгт. Чернухино, ул. Ленина, 285.